# Emmanuelle (Film)
Emmanuelle (Alternativtitel: Emanuela oder Emmanuelle – Die Schule der Lust) ist ein französischer Erotikfilm von Just Jaeckin, gedreht im Jahr 1974 in Frankreich und Thailand nach einem Roman von Emmanuelle Arsan. Der kommerzielle Erfolg des Films führte zu zahllosen Fortsetzungen (siehe hierzu Emmanuelle) und einer Fülle von ähnlichen Softsex-Filmen. Das Album der von Pierre Bachelet komponierten Filmmusik verkaufte sich 1,4 Millionen Mal.

## Handlung
Emmanuelle reist zu ihrem Ehemann Jean nach Thailand, der dort als Diplomat tätig ist. Der aufkommenden Langeweile und ihrer sexuellen Unerfahrenheit versucht sie durch erotische Abenteuer mit Freundinnen zu entkommen. Unter anderem lernt sie die Archäologin Bee kennen und verbringt mit ihr einige Tage und Nächte. Sie verliebt sich innerhalb kurzer Zeit in Bee, jedoch wird die Liebe nicht erwidert und Emmanuelle kehrt enttäuscht zurück zu ihrem Ehemann. Dieser bringt sie daraufhin mit dem Lebemann Mario zusammen, der sie in das Spiel der Erotik und die sexuelle Enthemmung einweisen soll. Durch philosophische Belehrung über das Wesen der sexuellen Befreiung und verschiedene, teilweise bizarre sexuelle Erfahrungen (Emmanuelle wird in einer Opiumhöhle vergewaltigt und bei einem Thai-Box-Kampf als Preis für den Sieger ausgelobt) durchbricht Emmanuelle ihre Grenzen, am Ende wird sie als gereifte, erwachsene Frau dargestellt.

## Kritiken
„Ein Sexfilm in kunstgewerblerischer Inszenierung, der das Elend Bangkoks als exotische Staffage mißbraucht, und seine eigentliche Absicht hinter pseudophilosophischen Ergüssen verbirgt. Allein die gediegene Kameraarbeit und die gute Besetzung unterscheiden ihn vom Gros des Genres.“

„‚emanuela‘ ist das produkt einer korrupten männerfantasie. wenige klischees über frauen fehlen. ausserdem ist der film nicht nur sexistisch – frauen sind in der tat nur objekt – sondern auch rassistisch […] dass die handlung in fernost spielt, ist sicher kein zufall. mit der eintrittskarte kaufen wir einen werbeprospekt für die immer beliebter werdenden (herren)-reisen in die freie weite welt eines entwicklungslandes im fernen osten, wo frauen ständig verfügbar sind.“

## Veröffentlichung
Emmanuelle entstand ab 1973 und erlebte seine französische Premiere am 26. Juni 1974. In der Bundesrepublik Deutschland wurde der Film erstmals am 20. September 1974 aufgeführt und erschien 1980 auf Video.

## Trivia
Robert Fripp erreichte eine außergerichtliche Einigung, weil Teile von King Crimsons Larks’ Tongues in Aspic im Film mehrfach ohne sein Wissen verwendet wurden.